# Giovanni Andrea Sirani

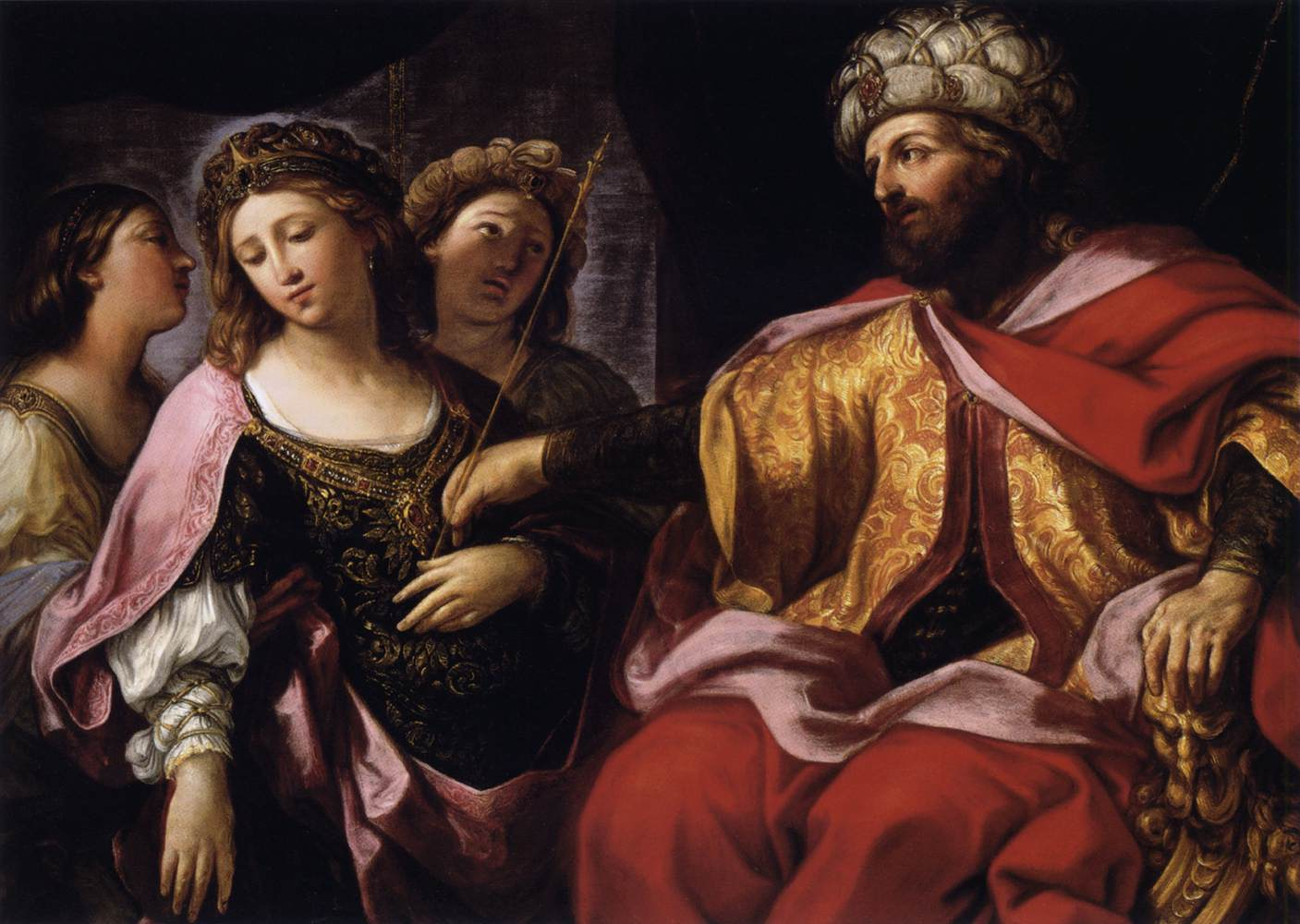
Ester ante Asuero, Museum of Fine Arts, Budapest

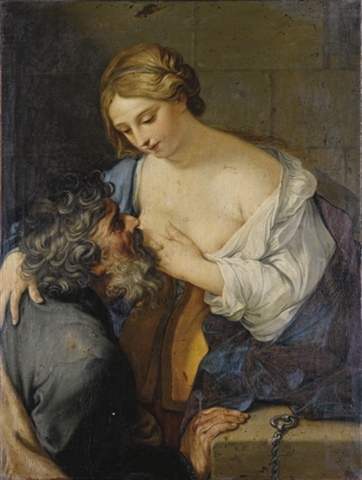
Caridad romana

Giovanni Andrea Sirani (Bolonia, 4 de septiembre de 1610 - Bolonia, 21 de mayo de 1670) fue un pintor italiano, activo durante el Barroco, conocido sobre todo por ser el padre de la pintora Elisabetta Sirani.

## Biografía
Se formó inicialmente junto a Giacomo Cavedone. Posteriormente pasó al taller de Guido Reni, de quien se convirtió en el más fiel y devoto ayudante. Su estilo sigue de cerca al de su maestro, lo que le permitió en su época gozar de un gran prestigio. A la muerte de Reni obtuvo testamentariamente la mayoría de los diseños que se encontraron en el taller, a la vez que se encargaba de terminar las obras que el maestro dejara inconclusas.
Además de Elisabetta, Sirani tuvo otras dos hijas pintoras, Barbara y Anna.

## Obras destacadas
- Cena en casa del fariseo (Certosa di San Girolamo, Bolonia)
- Crucifixión con la Virgen, Santa Catalina y el arcángel San Miguel (San Benedetto, Bolonia)
- Rapto de Europa (Pinacoteca Capitolina, Roma), copia de un original de Reni.
- Ester ante Asuero (1630, Museum of Fine Arts, Budapest)
- Angélica huye de Ruggero (Cassa di Risparmio di Cesena)
- Retrato de arquitecto (Galleria Nazionale d'Arte Antica, Roma)